# Associação Desportiva Esposende
Associação Desportiva Esposende je portugalski nogometni klub iz gradića Esposendea u okrugu Braga. Klub je utemeljen 1978. godine.
Klupske boje na grbu su crvena i bijela.
Od klupskih uspjeha, klub je koncem 1990-ih igrao u Ligi de Honri, danas (2020.) igra u nižim ligama.